# 韓蘭
韓 蘭（朝鮮語: 한란）は、高麗の豪族であり、朝鮮氏族の清州韓氏の始祖である。
箕子朝鮮の最後の王準王の7代孫の箕勲の3人の子のうちの箕友諒の32代孫である。
韓蘭は、方井里務農坪を開拓した豪族であり、928年に高麗太祖が甄萱を征伐するときに戦功を挙げ、開国壁上功臣と三重大匡太尉に任命された。